# Ćićarija
Ćićarija je vapnenački vijenac na sjeveru Istre.
Od ostatka Istre izdvaja se većom nadmorskom visinom i hladnijom klimom.
Ćićarija je slabo naseljena i dijeli se na manji slovenski i veći hrvatski dio. Priroda je tu izuzetno očuvana. Najviši vrh je Veliki Planik (1272 m).
Zadnjih godina sve je veće zanimanje za pokretanje parka prirode u vidu očuvanja prirodne baštine.
Veća naselja na Ćićariji su Vodice i Lanišće, a neka od manjih su Mali i Veli Brgud, Male i Vele Mune, Jelovice, Dane, Rašpor, Brgudac idr.
Ova je oblast dobila ime po Istro-Rumunjima koje nazivaju Ćićima.
Ćićarija (tal. Ciceria, Monti della Vena), brdovita visoravan u sjev. i sjeveroistočnom kopnenom dijelu Istre, pruža se u dinarskom smjeru od sjeverozapada (zaleđe Trsta i Kopra) na jugoistok (zaleđe Rijeke i Opatije). Duga je oko 45 km, a široka 10 do 15 km (površina oko 500 km2), prosječno visoka 700 do 800m. Njezin je zeleni pokrov isprekidan bijelim liticama, pa se taj dio Istre naziva i Bijela Istra u užem smislu.
Nema izrazitih međa: na istočnoj strani granica joj je uz cestu Kastav – Matulji – Veprinac – Vranja prema prijevoju Poklon. Istočnije od toga na nju se nadovezuje liburnijski prostor što se pruža uz opatijsku rivijeru. Sjeverozapadna granica prostor je tršćanskoga Krasa i Brkina, sjeverna je međa Ćićarije hrbat usporedan s cestom Rijeka – Trst (Brgud – Šapjane – Podgrad – Obrov – Materija – Kozina), a južna je granica između vapnenačke i flišne podloge (Vranja – Lupoglav – Roč – Buzet – Sočerga – Črni Kal). Morfološko je obilježje toga područja planinski niz uzvisina i udolina položenih u dinarskom smjeru, kojem su u podlozi naslage fliša preko kojih su tektonskim pokretima klizno navučene starije vapnenačke naslage pa je time Ćićarija dobila specifičnu ljuskavu strukturu. Iznad tih su navlaka zaravnjene terase koje oblikuju udoline s pašnjacima i šumskim pokrovom. Izdignuti dijelovi vrhunaca vapnenačkih naslaga uglavnom su ogoljeli i imaju vertikalne odsjeke na mjestima gdje su »čela« navlaka preko flišolike podloge. Tektonskim pokretima nastao je niz poleglih navlaka i pokrovima slična navlačenja što prostor Ćićarije čini vrlo složenim. Glavni dio oblikovan je kao niz usporednih grebena s udolinama i terasama između njih, na kotama 500 do 800 m, u kojima su mala polja s nepropusnim naslagama i naseljima. Sjeverni greben (Rožič, 819 m; Slavnik, 1028 m; Glavičorka, 1083 m; Ribnik, 1023 m; Jenčarija, 881 m) široko je područje s mnogo vrhova visokih oko 700 do 800 m. Jedine su poprečne komunikacije Vodice – Obrov i Mune – Starad. Srednji greben (Glavica, 1037 m; Šija vrh, 1241 m; Lisina, 1185 m) proteže se samo na istočnom dijelu Ćićarije, a zbog teško prohodna terena nema poprečnih cestovnih pravaca. Južni greben (Žbevnica, 1014 m; Brajkov vrh, 1092 m; Orljak, 1106 m; Veliki Planik, 1272 m) relativno je blago položen, a završava s visoravni koja se s prosječne visine oko 500 m do 650 m naglo spušta prema flišnoj Istri. Presijecaju ga ceste Buzet – Brest – Dane i Lupoglav – Lanišće.
Manji dio (sjeverni) nalazi se u Sloveniji, a veći (južni) u Hrvatskoj, pa takvom rasporedu odgovaraju sastav stanovništva i govorni jezik. U Žejanama je očuvan istrorumunjski govor (Ćići).
Niska gustoća naseljenosti (7 st. na km2, 2001.) uvjetovana je krškim obilježjem tla gospodarskom nerazvijenošću, slabom prometnom povezanošću i oštrom klimom. U Istarskoj županiji u općini Lanišće 14 je naselja sa samo 398 st. (2001.), a u Primorsko-goranskoj županiji u općini Matulji od 23 naselja te općine s 10445 st. (2001.) desetak je na Ćićariji s 3020 st. (2001.), tako da danas ondje živi ukupno samo 3418 st.; bave se ugl. sitnim stočarstvom (ovčarstvo) i nešto malo poljodjelstvom za osobnu potrošnju. Radno aktivno stanovništvo živi većinom u naseljima iz kojih se može brzo doći u veća središta (Buzet, Opatija, Kopar); dobna struktura pokazuje vrlo staru populaciju. Pokušaji otvaranja pogona ili organizirane stočarske proizvodnje posljednjih desetljeća uglavnom su bili neuspješni. Budući da je na Ćićariji izmjereno više od 2000 vjetrovitih sati godišnje, postoji ideja o izgradnji vjetroelektrana, što bi infrastrukturno i gospodarski moglo oživjeti cijelo područje. U nekim mjestima počinje se razvijati izletnički i seoski turizam. Dobro obilježenim planinarskim stazama i istarskim planinarskim putom mnogobrojni planinari i izletnici dolaze do nekoliko planinarskih domova i skloništa.
Park prirode Učka zaštićeno je područje istočne Ćićarije i Učke. Poznata su šumska područja Kastavske i Veprinačke šume. Okršenost reljefa uvjetuje pretežnu bezvodnost prostora, a samo nekoliko stalnih izvora vezano je uz pojavu vodonepropusnih flišnih lapora. U selima su kuće imale građene cisterne za skupljanje kišnice. Nekoliko lokava uza sela i u podnožju planinskih pašnjaka vezano je uz laporastu podlogu na takvim mjestima, te zadržavanje vode u njima ovisi o meteorološkim prilikama. U Rašporu se uz cestu nalazi otvor nekoliko stotina metara duboka ponora u koji se ulijevaju oborinske vode s flišnog prostora od Trstenika do Račje Vasi.
Najvažnija su naselja Lanišće, Mune i Žejane. U zapadnom dijelu Ćićarije, koji gravitira Kopru, više je naselja nego u istočnome, koji je krševitiji i teže prohodan. Ćićarija je bila pogodna za naseljavanje u prapovijesno doba, ima gradinskih naselja i pećina. Važnija je bila, kako u rimsko doba, tako i u srednjem vijeku, njezina obrambena uloga jer je onemogućivala jednostavan prolaz prema središnjoj Istri. Zato su uz glavne prometnice (cesta Rijeka – Trst poklapa se s trasom rimske ceste Aquileia – Tarsatica) postojale rimske vojne postaje i srednjovjekovni kašteli. Posebno je važnu ulogu Ćićarija imala u odnosima i ratovima Mletaka i Austrije (XIV. – XVII. st.), kada je dijelom bila pod mletačkom vlašću (Rašpor), a veći dio pod austrijskom vlašću. Za Pazinsku knežiju bila je vitalni prostor jer se kroz nju dolazilo iz zaleđa u Pazin. U XIX. st. suvremene ceste Kopar – Buzet i Kastav – Pazin probijene su rubom Ćićarije, tako da je ostala izolirana, a stanovništvo je nastavilo živjeti skromnim autarkičnim gospodarstvom. U drugome svjetskom ratu bio je na tom području vrlo aktivan NOP, kojemu je pogodovala udaljenost od glavnih prometnica, iako su u nekoliko navrata mnoga naselja spaljena u njemačkim odmazdama. Nakon rata iseljavanje je postalo intenzivnije, osobito u Kopar, Buzet i Rijeku, odakle su se stanovnici vraćali tek s odlaskom u mirovinu.
Južno od poteza Opatija – Vranja nadovezuje se masiv Učke i Sisola do Plomina. Razdvaja ih prijevoj Poklon. Masiv Učke odvaja kvarnersku Istru (Liburniju) od središnje, hrptom koji ide vrhovima: Učka (Vojak, 1401 m), Perun (881 m), Brgud (906 m), Kremenjak (827 m), Sisol (835 m), Lanišće (172 m). Na objema stranama u prošlosti je bilo razvijeno sitno stočarstvo (ovčarstvo), a komunikacija između Liburnije i središnje Istre odvijala se uskim planinskim stazama.